# اربونون
اربونون (به ایتالیایی: Arbogna-Erbognone) یک رود در ایتالیا است که در پیمونت واقع شده‌است.